# LEGO Legends of Chima
LEGO Legends of Chima è una serie animata del 2013, basata sui giocattoli LEGO.

## Distribuzione
La serie è stata trasmessa in Nord America su CN il 16 gennaio 2013 con la trasmissione dei primi due episodi "piloti", senza però iniziare la regolare trasmissione degli episodi. I primi due episodi sono stati trasmessi in italiano su Cartoon Network Italia il 22 febbraio 2013 durante l'appuntamento speciale del venerdì "Cartoon Network VIP". Vengono poi replicati da Boing nel Super Duper Boing: Anteprima dove viene trasmesso anche il terzo episodio della serie.
La serie è attualmente disponibile all'acquisto su supporto DVD.

## Trama
Il magico mondo Chima è un paradiso incontaminato abitato da tribù di animali antropomorfi. Nei tempi antichi ci fu una grande guerra durante la quale le tribù dei Cacciatori cercarono di sottomettere le altre, per sconfiggerli le fenici operarono una Grande Illuminazione, condannandoli ad un sonno senza sogni. La Grande Illuminazione causò anche l'ascensione del Monte Cavora, divenuto una montagna fluttuante dalla quale cominciarono a sgorgare le acque del chi. Le fenici si rifugiarono con gli animali sopravvissuti sulla cima Monte Cavora, nascondendosi dal resto di Chima. Mille anni dopo nuovi animali si sono evoluti formando le loro tribù. A Chima tutto dipende dal chi, delle sfere blu ricavate dall'acqua del Monte Cavora che sono l'unica fonte di energia esistente. Dopo molte guerre per il controllo del chi le tribù hanno capito che esso deve essere distribuito equamente fra tutte le tribù di Chima poiché se l'equilibrio venisse alterato Chima stessa si rivolterebbe, con terremoti e tempeste. Protagonista della serie è il giovane principe dei leoni Laval.

### Prima stagione
Laval e Cragger, principi rispettivamente dei leoni e dei coccodrilli, sono amici, ma un giorno Cragger convince Laval a infrangere la legge, questo innesca una serie di eventi che porta a una battaglia che finisce quando i genitori di Cragger cadono in un precipizio, venendo dati per morti. Cragger vorrebbe la pace ma Crooler, la sua sorella malvagia, usa su di lui il fiore della persuasione, una pianta che costringe chiunque annusi le sue spore ad obbedire ai comandi di chi glielo ha fatto annusare, e gli ordina di dichiarare guerra alla tribù dei leoni, gorilla, rinoceronti e aquile con schierate dalla sua parte le tribù dei lupi e dei corvi per rubare tutto il chi e impadronirsi di Chima.
Nonostante ciò nella seconda parte della stagione Cragger torna amico di Laval poiché il fiore appassisce. I lupi ne approfittano per cominciare a derubare tutte le tribù di Chima del loro chi per essere poi sconfitti da Laval e Cragger. Ma poi Crooler fa tornare di nuovo Cragger malvagio grazie alla radice del fiore. Ricomincia così la battaglia, resa ancora più terribile dal fatto che una misteriosa nube nera arrivata dalle Terre Esterne ha avvolto il Monte Cavora e bloccato le cascate del chi. Nell'ultimo episodio della prima stagione, durante la battaglia finale, Cragger torna definitivamente buono quando Laval inscena la sua morte. La battaglia finisce quando Laval compare a sorpresa con il Coccodrillo Leggendario e la madre di Cragger, la regina Crunket, che spiega che gli animali Leggendari e re Crominus, il padre di Cragger, sono tenuti prigionieri da delle nuove tribù, responsabili della nube nera, e solo unendo le forza le tribù di Chima potranno salvarli.

### Seconda stagione
Nella seconda stagione Laval e i suoi amici fanno un viaggio nelle Terre Esterne e gli antagonisti principali diventano le tribù degli scorpioni, ragni e pipistrelli che vogliono possedere tutto il chi. Gli 8 protagonisti trovano anche un nuovo alleato: Lavertus, un bizzarro leone che fu esiliato e da allora vive nelle Terre Esterne. Alla fine della stagione, dopo aver liberato tutti gli Animali Leggendari e re Crominus, gli 8 eroi di Chima si scontrano con le Tribù Oscure nella loro grotta, dove il re degli scorpioni impazzisce e cerca di far crollare tutte le uscite per rinchiudere tutti; Lavertus allora decide di sacrificarsi rimanendo indietro per permettere agli altri di uscire, rivelando a Laval di essere suo zio. Tornati a Chima gli Animali Leggendari volano nel Monte Cavora e le cascate di chi riprendono a scorrere. Nella grotta degli scorpioni il loro re Scorm butta via il chi, svegliando le tribù dei Cacciatori di Ghiaccio.

### Terza stagione
Nella terza stagione il popolo di Chima deve fare i conti con le tribù delle tigri dai denti a sciabola, mammuth e avvoltoi, che congelano tutto al loro passaggio. Gli animali di Chima scoprono che queste tribù, insieme ad altre, abitavano Chima nei tempi antichi prima di essere banditi dalla tribù delle Fenici. Grazie alle visioni dell'aquila Eris, lei, Laval e Cragger riescono a ritrovare quest'ultima tribù nascosta, assieme alla tribù delle tigri, che aiuteranno le tribù di Chima contro i Cacciatori di Ghiaccio fornendo loro il chi di fuoco.
Nell'ultimo episodio gli 8 protagonisti (1 per ogni tribù di Chima) e il principe delle fenici Flinx danno vita alla Grande Illuminazione, che purifica Chima e i suoi abitanti, inclusi i Cacciatori di Ghiaccio, a cui si sono aggiunti la tribù degli orsi di ghiaccio, trasformandola nuovamente in un paradiso incontaminato. Le fenici, avendo concluso il loro compito, lasciano Chima per sempre e nell'ultima immagine viene mostrato che Chima e le Terre Esterne sono in realtà un'enorme montagna fluttuante sopra un molto più vasto mondo; le Terre Selvagge.

## Episodi
| Stagioni         | Episodi | Trasmissione originale | Trasmissione Italiana |
| ---------------- | ------- | ---------------------- | --------------------- |
| Prima stagione   | 20      | 2013                   | 2013                  |
| Seconda stagione | 6       | 2014                   |                       |
| Terza stagione   | 15      | 2014                   |                       |

## Personaggi

### Tribù dei Leoni
Vivono nel Tempio dei Leoni, alla base del Monte Cavora e sono i custodi del chi, che raccolgono e distribuiscono equamente ogni mese a tutte le tribù. Per i leoni le regole sono la cosa più importante perché senza regole l'equilibrio si spezzerebbe. Sono la tribù più potente di Chima, con i guerrieri migliori, ma pochi di loro sanno nuotare. Sono governati da un re e un consiglio degli anziani.
- Laval: È il principe della tribù dei leoni e il protagonista della serie. Inizialmente è un leone immaturo, testardo e irresponsabile. Col progredire della serie, si è rivelato più saggio, di buon cuore, socievole, coraggioso e altruista, ma rimane ancora amante dell'avventura e dei pericoli. Spesso si mette nei guai, soprattutto perché egli è responsabile per l'esistenza delle tribù Oscure (e indirettamente del risveglio dei cacciatori di ghiaccio). È molto abile a guidare il suo Speedorz, prendendo esempio dal misterioso corridore Shadowind.[3]
- Lagravis: è il Re della tribù dei leoni, coraggioso e saggio. È il padre di Laval, nonché fratello di Lavertus.[4]
- Longtooth: è il guerriero più anziano della tribù dei leoni e amico e consigliere di Lagravis.[5]
- Lennox: è un guerriero coraggioso e un fedele soldato della tribù dei leoni.[6]
- Leonidas: è un coraggioso guerriero della tribù dei leoni, ma non molto intelligente.[7]
- Lothar: è un Anziano Leone della Tribù.[8]
- Lavertus: è un guerriero coraggioso e uno dei migliori combattenti di tutta la tribù. Fu esiliato per aver rubato del chi, senza volerlo perché sotto l'incantesimo di un fiore malvagio, quando Laval era ancora un cucciolo. È il fratello di Lagravis, quindi zio di Laval. Si nasconde con una maschera da facocero sotto lo pseudonimo di Shadowind, per aiutare Chima e la sua famiglia.[9]
- Li'ella: è una leonessa, appartiene alla tribù delle fenici, è la figlia di Tormak.[10]

### Tribù dei Coccodrilli
Vivono nella Palude dei Coccodrilli e sono i principali rivali dei leoni. Sono governati da un re. Sono gli antagonisti principali della prima stagione. Nella terza stagione sono i primi ad essere attaccati dai cacciatori di ghiaccio venendo tutti congelati e presi come trofei tranne Cragger, Crooler e Crug.
- Cragger: Principe (e in seguito re) della tribù dei coccodrilli e antagonista nella prima stagione. Cieco d'un occhio, un tempo era il migliore amico di Laval e i due si consideravano quasi fratelli. Un giorno però Cragger prelevò del Chi e per questo uscì di testa e fu costretto a non potersi più incontrare con Laval. Questo incidente porterà a una battaglia tra leoni e coccodrilli che si concluderà con la morte (apparente) del re e della regina dei coccodrilli. Cragger, a pezzi per la scomparsa dei suoi genitori, vorrebbe riconciliarsi con Laval e i leoni, ma sua sorella Crooler, grazie a un fiore che rilascia spore che rendono malvagi chiunque le annusi, manovrerà la sua mente facendolo comportare in modo cattivo. Tuttavia, nella seconda parte della stagione, il fiore avvizzisce e Cragger torna amico di Laval, fino a quando la sorella non usa la radice del fiore per far ritornare Cragger malvagio, ma a suo discapito: infatti Cragger rinchiude Crooler nelle segrete. Alla fine della prima stagione ridiventa buono e per tutto il resto della serie resta al fianco di Laval come suo migliore amico.[12]
- Crooler: principessa della tribù dei coccodrilli e sorella di Cragger. È subdola, infida, egoista, avida e spietata e non esita a servirsi di suo fratello per i suoi scopi usando uno speciale Fiore della Persuasione. Mal gliene viene però, poiché nell'episodio 15 viene rinchiusa nelle segrete dallo stesso Cragger, oramai sotto l'effetto permanente del fiore. Viene liberata da sua madre nella seconda stagione ma non riuscirà a minacciare Chima di nuovo perché nessuno si fida più di lei.[13]
- Crominus: è il padre di Cragger e Crooler ed è anche il re della tribù dei coccodrilli.[14]
- Crunket: regina della tribù dei coccodrilli, moglie di Crominus e madre di Cragger e Crooler.[15]
- Crug: un coccodrillo marrone e, assieme a Crawley, guardia personale del re dei coccodrilli e comandante dell'armata della tribù. È piuttosto stupido e combina spesso errori che lo mettono nei guai. La sua mascella è una protesi di ferro.[16]
- Crawley: un coccodrillo albino e, assieme a Crug, guardia personale del re dei coccodrilli e comandante dell'armata della tribù. Più intelligente, anche se non molto, del suo compare, lo corregge sempre e cerca di fermarlo quando sta per fare qualcosa di stupido, non che serva a molto.[17]
- Crokenburg: il fabbro dei coccodrilli.[18]

### Tribù dei Lupi
Vivono nel Campo dei Lupi e preferiscono essere chiamati branco invece che tribù. Per loro il branco è la cosa più importante perché "insieme sono capaci di fare l'impossibile". Sono poco amichevoli con le altre tribù.
- Worriz: capobranco dei lupi. All'inizio si presenta solo come un semplice alleato di Cragger ma durante la seconda metà di stagione, lui e la sua tribù diventano i cattivi principali della serie, per poi ridiventare buoni nelle seguenti stagioni.[20]
- Windra: è una guerriera della tribù dei lupi e pilota del loro unico elicottero. Worriz è innamorato di lei.[21]
- Wilhurt: capo cacciatore della sua tribù, Wilhurt è un lupo nero, feroce e leale al branco e a Worriz.[22]
- Winzar: è un guerriero della tribù dei lupi, ha una cicatrice sull'occhio sinistro che gli conferisce un aspetto minaccioso a cui si aggiunge il suo carattere che lo rendono uno degli animali più inquietanti di Chima.[23]
- Wonald: un cucciolo di lupo, è vegetariano e amico di G'loona, con grande disapprovazione della sua tribù.[24]
- Wakz: il membro anziano della tribù.[22]

### Tribù delle Aquile
Vivono nel Picco delle Aquile, la più alta montagna di Chima, dopo il Monte Cavora. Per loro la cosa più importante è la conoscenza, infatti passano tutto il tempo nella grande biblioteca delle aquile. Nella loro città tutto è di tutti. Non hanno un vero e proprio leader a parte il consiglio degli anziani e Ewald.
- Eris: è un'aquila femmina migliore amica di Laval. Aiuta sempre il suo amico in qualsiasi situazione e alcune affermazioni di Cragger farebbero supporre che Eris sia innamorata di Laval. Ma mostra una certa attenzione verso Rogon, un rinoceronte. Nella terza stagione si scopre che ha l'anima di una fenice, cosa che le ha permesso di ricevere delle visioni da loro e di trovare la tribù, in seguito ha anche delle visioni sue riguardanti la pantera.[26]
- Eglor: capo ingegnere delle aquile, Eglor è la mente dietro le armi della sua tribù, oltre ad essere un guerriero capace e, come tutte le aquile, un appassionato lettore.[27]
- Ewald: membro anziano della tribù, è un grande amante dei libri.[28]
- Equila: considerato originale da molti, Equila è l'autoproclamato telecronista delle gare mensili di Speedorz per il Chi d'oro.[29]
- Ewar: un guerriero delle aquile.[30]

### Tribù dei Gorilla
Vivono nella Foresta dei Gorilla, in dei giganteschi frutti appesi agli alberi che mangiano per crearsi spazio. Amano meditare e usano spesso la parola "amico", che ha più di 100 significati diversi nella loro lingua.
- Gorzan: è un gorilla amico di Laval. È sempre disponibile a dare una mano a chiunque indipendentemente che siano nemici o amici. Non è molto intelligente e spesso si rivolge a tutti chiamandolo "amico". Gli piacciono molto i fiori.[32]
- G'loona: una cucciola di gorilla molto amica di Gorzan, che la vede come una sorella minore, G'loona idolatra Laval e Eris e vuole sempre dare una mano ai suoi eroi, spesso si caccia nei guai ma è piena di risorse.[33]
- Grumlo: leader spirituale e membro anziano della sua tribù, Grumlo è sempre calmo e meditativo ma, come tutti i gorilla, diventa terribile quando si arrabbia.[34]

### Tribù dei Corvi
Vivono nella Discarica dei Corvi, dove possono trovare tante cose gratis da vendere. Per loro le cose più importanti sono il profitto e gli affari, onesti o no, infatti il corvo più importante è sempre quello che guadagna di più (di solito Razar).
- Razar: è un corvo. Si presenta all'inizio come un alleato di Cragger, in realtà fa il doppio gioco aiutando chiunque lo paghi di più anche se sembra avere più simpatia per Laval. È molto abile negli affari, ha un uncino al posto di una mano e una maschera rossa in volto.[36]
- Ripnik: ladro molto abile, è disposto a rubare qualunque cosa a chiunque per conto di chiunque, ma alla fine si schiera sempre con Razar poiché riconosce che il miglior modo per fare soldi è dare ascolto a lui. Ha un piercing all'occhio.[37]
- Razcal: guerriero e pilota dei corvi, Razcal aiuta sempre Razar nei suoi affari, che siano legali o no, e gli fa da contabile. La parte superiore del suo becco è una protesi d'oro.
- Rawzom: membro anziano della tribù, ha un uncino al posto di una mano e una gamba di legno.[38]

### Tribù dei Rinoceronti
Vivono nella Cava dei Rinoceronti e sono tutti molto stupidi, almeno i maschi. Hanno un grande amore per le rocce, perché sono convinti che siano i loro antenati, adorano parlare con le rocce, coccolare le rocce e più di tutto prendere a cornate le rocce finché non si spaccano. Quando il loro animale leggendario è vicino diventano super intelligenti, tranne le femmine.
- Rogon: è un rinoceronte piuttosto tonto, ama spaccare rocce ed è innamorato di Eris. Come tutti i rinoceronti, quando è vicino al Rinoceronte Leggendario diventa super intelligente, come per effetto di radiazioni.[40]
- Rinona: Sorella di Rogon, è molto unita al fratello, tanto che lui la definisce la sua amica speciale, scatenando la gelosia di Eris finché l'aquila non scopre la parentela. È immune al Rinoceronte Leggendario ma è già molto intelligente di suo.[41]
- Runk: amico di Rogon e Rukus. È sempre insieme a loro.[42]
- Rukus: amico di Rogon e Runk. È sempre insieme a loro.[43]
- Rhigor: membro anziano della tribù.[44]

### Tribù degli Orsi
Vivono nel Villaggio degli Orsi, pieno di mulini, e sono molto pigri. Sono capaci di comunicare in sogno e per questo passano le loro giornate a giocare mentre i loro corpi dormono. Sono la tribù più forte di tutta Chima e potrebbero conquistarla facilmente se volessero, o se stessero svegli abbastanza a lungo.
- Bladvic: è un orso. Dorme quasi sempre e per svegliarlo bisogna sussurrargli nelle orecchie. Nonostante dorma è molto attento a quello che viene detto attorno a lui. Come tutti gli orsi, diventa inarrestabile quando si arrabbia.[46]
- Balkar: membro anziano della tribù.[47]

### Tribù degli scorpioni
Vivono nelle Terre Esterne, in una gigantesca grotta, sono una delle tribù Oscure. Similmente ai ragni credono che il chi sia stato mandato loro dal "grande scorpione in cielo". Sono governati da un re che sembra anche comandare su tutta l'alleanza.
- Scorm: re degli scorpioni e leader delle tribù Oscure, è l'antagonista principale della seconda stagione, vuole rubare tutto il Chi e comandare su tutto. Litiga spesso con Spinlyn. Alla fine della seconda stagione getta via tutto il suo Chi risvegliando così i cacciatori di ghiaccio. Contariamente agli altri scorpioni vestiti di ferro lui ha un'armatura d'oro.[49]
- Scolder: secondo di Scorm, si è guadagnato il posto con la sua intelligenza.[50]
- Scutter: guerriero scorpione molto forte con 6 zampe.[51]
- Scrug: se Scolder ha il cervello e Scutter i muscoli, Scrug non ha nessuno dei due, è infatti piuttosto tonto.[52]

### Tribù dei ragni
Vivono nelle Terre Esterne, in una grande fossa, sono una delle tribù Oscure e sono loro che con le loro ragnatele hanno bloccato le cascate del chi. Similmente agli scorpioni credono che il chi sia stato mandato loro dal "grande ragno in cielo". Sono governati da una regina.
- Spinlyn: regina dei ragni e alleata di Scorm, è convinta di essere bellissima e perde spesso tempo per mettersi il trucco. Per lei la bellezza viene prima di tutto. Litiga spesso con Scorm. Ha un corpo in gran parte ancora ragnesco con solo la metà superiore antropomorfizzata, cosa che la rende uno degli animali più grossi di tutta la serie.[54]
- Sparacon: generale della sua tribù, viaggia assieme ai pipistrelli fino a Chima per rubare il Chi, come molti ragni ha 4 zampe in più che gli escono dalla schiena.[55]
- Sparratus: consigliere di Spinlyn, ha solo 4 zampe, si è guadagnato il posto con la sua intelligenza.[56]

### Tribù dei pipistrelli
Vivono nelle Terre Esterne e sono una delle tribù Oscure. Quando volano insieme formano la nube nera e sono loro che trasportano i ragni quando vanno a bloccare le cascate del chi. Sono ciechi e compensano con un udito acutissimo. Sono pessimi con gli Speedorz.
- Braptor. leader della sua tribù e della nube nera,[58] contrariamente a Spinlyn e Scorm non litiga mai con loro ma il suo disinteresse finisce spesso per farli arrabbiare entrambi con lui.

### Tribù delle Fenici
Sono gli immortali figli del sole, mandati dal loro padre per badare agli esseri della terra che abitavano Chima nei tempi antichi. Quando però alcune di queste tribù si usarono quello che le fenici avevano insegnato loro per il male le fenici decisero di isolarsi e lasciare che le nuove tribù di Chima si evolvessero da sole. Da allora vivono nascoste sulla cima del Monte Cavora ma il ritorno dei cacciatori di ghiaccio nella terza stagione li costringerà a rivelarsi di nuovo a Chima. Dopo la Grande Illuminazione lasciano Chima per riunirsi al sole. Sono capaci di comunicare mentalmente fra di loro e con coloro che hanno l'anima di una fenice ed è così che sono riusciti a mandare ad Eris delle visioni.
- Fluminox: il re delle fenici, è saggio e generoso. Aiuta Eris e gli fa avere delle visioni .È il padre di Flinx. Per crescere suo figlio ha rinunciato ad essere la nona fenice nella prima Grande Illuminazione che è perciò stata incompleta e non ha guarito i cacciatori di ghiaccio rendendoli anche peggiori.[60]
- Flinx: è il figlio di Fluminox ed è un cucciolo di fenice. È allegro e combina guai, si rivela essere la nona fenice.[61]
- Frax: è il pilota delle fenici, ha atteso per un millennio di guidare la loro fortezza in battaglia per fare "fuoco e fiamme" e quando arriva la sua occasione ne è entusiasta quasi quanto i suoi copiloti.[62]
- Firox: copilota di Frax, ha atteso così a lungo di poter andare in battaglia che se non gli viene concesso si mette a fingere di combattere.[63]
- Foltrax: copilota di Frax, ha atteso così a lungo di poter andare in battaglia che se non gli viene concesso si mette a fingere di combattere.[64]

### Tribù delle Tigri
L'unica delle tribù antiche rimasta dopo la guerra fra i cacciatori di ghiaccio e le fenici, si sono nascosti assieme alle fenici sul Monte Cavora senza invecchiare per mille anni, arrivando a smetter di considerarsi esseri della terra come gli altri animali di Chima.
- Tormak Tunnelcat: è il padre adottivo di L'iella ed è molto protettivo nei suoi confronti, per salvarla infatti ruba la mappa delle ali di fuoco, ma così facendo si trasforma in una pantera. Deve il nome tunnelcat ad un gruppo di guerrieri di cui faceva parte, esperti di combattimento nel sottosuolo di Chima. Sfortunatamente lui è l'ultimo rimasto. Dopo il furto dell'Artefatto la sua pelliccia diventa nera trasformandolo nella pantera.[66]
- Trakkar: è una tigre guardiana.[67]
- Tazar: è una guardia.[68]

### Tribù dei Denti a Sciabola
Un tempo una delle tribù antiche di Chima, i Denti a Sciabola guidati da Sir Fangar hanno cercato di conquistare Chima assieme agli altri Cacciatori di Ghiaccio, finendo però sconfitti. Dopo essere rimasti congelati per mille anni sono stati risvegliati da dei chi e hanno scoperto di poter congelare tutto ciò a cui si avvicinano. Forti di questo nuovo potere sono certi che questa volta Chima sarà loro.
- Sir Fangar: una tigre dai denti a sciabola albino a capo dei cacciatori di ghiaccio, antagonista principale della terza stagione. Un tempo il migliore allievo di Fluminox ha in seguito cercato di usare la conoscenza appresa per conquistare Chima e per questo è stato bandito assieme ai suoi Cacciatori. Intende congelare Chima ed i suoi abitanti per sempre. Sogna inoltre di collezionare tutte le creature di Chima come dei trofei ghiacciati.[70]
- Stealthor: esploratore per la sua tribù, Stealthor è sempre presente agli incontri dei leader dei Cacciatori di Ghiaccio, è considerato un luogotenente da Sir Fangar al pari di Maula e Vardy.[71]
- Strainor: a Strainor tocca l'ingrato compito di tenere il guinzaglio di Sykor, cosa che lo rende sempre molto nervoso e impaurito.[72]
- Sykor. un dente a sciabola che si comporta ancora come un animale, tanto da doverlo tenere al guinzaglio, è ferocissimo e mangia di tutto.[73]

### Tribù dei Mammut
Un tempo una delle tribù antiche di Chima, i Mammut si sono alleati con i Denti a Sciabola per conquistare Chima assieme agli altri Cacciatori di Ghiaccio, finendo però sconfitti. Dopo essere rimasti congelati per mille anni sono stati risvegliati da dei chi e hanno scoperto di poter congelare tutto ciò a cui si avvicinano. Forti di questo nuovo potere sono certi che questa volta Chima sarà loro.
- Maula: leader dei mammut e madre di Mottrot e Mungus, è molto fedele a Sir Fangar e determinata a vincere, ma la sua vera priorità sono i suoi figli, specialmente Mungus, che preferisce al fratello.[75]
- Mottrot: figlio di Maula e fratello di Mungus, è un mammut molto intelligente ma di piccola taglia, per questo è molto trascurato dalla sua mamma che gli preferisce il fratello e attribuisce a quest'ultimo tutti i meriti di Mottrot. Nonostante questo vuole molto bene alla sua mamma e al fratellino.[76]
- Mungus: figlio di Maula e fratello di Mottrot, è un mammut gigante con una forza incredibile, usa 3 sfere chi, ha però la mentalità di un neonato, ma a causa della sua taglia è adorato dalla sua mamma e dalla sua tribù che gli attribuiscono tutti i meriti del fratello. Adora giocare e fare a botte.[77]

### Tribù degli Avvoltoi
Un tempo una delle tribù antiche di Chima, gli Avvoltoi si sono alleati con i Denti a Sciabola per conquistare Chima assieme agli altri Cacciatori di Ghiaccio, finendo però sconfitti. Dopo essere rimasti congelati per mille anni sono stati risvegliati da dei chi e hanno scoperto di poter congelare tutto ciò a cui si avvicinano. Forti di questo nuovo potere sono certi che questa volta Chima sarà loro.
- Vardy: leader degli avvoltoi, è estremamente paziente, al punto di aspettare anche quando non ce n'è bisogno, perché "un buon avvoltoio aspetta sempre".[78]
- Voom Voom: guerriero degli avvoltoi eternamente ottimista è il miglior amico di Vornon.[79]
- Vornon: guerriero degli avvoltoi eternamente pessimista è il miglior amico di Voom Voom.[80]

### Tribù dei Castori
Vivono nella Diga dei Castori e sono la nona e meno importante tribù di Chima Sono piccoli, non hanno un Animale Leggendario e non partecipano a nessuna delle varie guerre della serie, tranne che nell'ultima stagione. Adorano lavorare e riparare le cose al punto di considerare le vacanze una punizione. Quando i cacciatori di ghiaccio li attaccano si rivelano molto bravi a costruire e utilizzare armi nonostante la loro indole allegra e pacifica.
- Bezar: è un castoro albino, leader e membro anziano della tribù.[82] Doppiato da Fabrizio Valezano.

### Tribù degli Orsi di Ghiaccio
Un tempo una delle tribù antiche di Chima, gli Orsi di Ghiaccio si sono alleati con i Denti a Sciabola per conquistare Chima assieme agli altri cacciatori di ghiaccio, finendo però sconfitti. Amano la guerra e la violenza al punto da essere incontrollabili e per questo vengono inizialmente lasciati nel ghiaccio dalle altre tribù di cacciatori. Durante la battaglia finale vengono finalmente risvegliati e si riuniscono ai loro vecchi alleati.
- Icebite: leader degli orsi di ghiaccio.[84]

### Altri personaggi
- Lundor: è un leopardo giallo a macchie nere, ultimo della sua tribù, è il miglior amico di Tormak ed è il miglior protettore delle fenici dopo Tormak. La sua arma migliore è il lanciafiamme.[85]
- Plovar: è un piccolo piviere azzurro, che lavora come pulitore di denti presso la tribù dei coccodrilli. È particolarmente affezionato a Cragger e molto amico di Skinnet.[86]
- Skinnet: è un moffetta nomade, allegro e spensierato che purtroppo non attira su di sé una gran simpatia a causa del cattivo odore che emana. Durante gli scontri fra le tribù della prima stagione è rimasto neutrale, e ha fatto anche da mediatore fra le parti. Passa molto tempo sulla cima della montagna a spirale, dove nessuno è infastidito dalle sue puzze, che lui chiama il suo "dono speciale". È anche l'unica creatura di Chima a poter andare nelle Terre Esterne. Il suo migliore amico è Plovar[87]
- Dom De La Woosh: è un pavone nomade ex più grande pilota di Speedorz, ora ormai in pensione. È stato il più veloce corridore di Speedorz fino all'episodio 8, dove viene battuto in velocità da Shadowind. È molto vanitoso e parla sempre di sé in terza persona. È l'unica creatura di Chima dove la prima lettera del suo nome non è la stessa della prima lettera della sua specie.[88]
- Furty (nella versione originale Furtivo): è una volpe nomade a cui piace creare zizzania e mettere dissapori tra le tribù. In un episodio impersona Shadowind per conto dei corvi.[89]
- Regula (nella versione originale Reegull): è un ibrido tra un'aquila ed un corvo, anche se nessuna delle due tribù lo accetta. È un alchimista che ha creato delle false sfere di Chi, che funzionano bene per un po' ma poi fanno comportare le creature che lo usano come polli. Ha anche creato lui il fiore della persuasione. A causa del suo sangue misto non ha mai imparato a volare.[90]

## Colonna sonora
La sigla di apertura delle prime due stagioni si intitola Unleash the Power, eseguita dal gruppo italiano Finley, testimonial mondiali del brand. A partire dalla terza stagione è stata sostituita da Day of glory, della stessa band, che ha anche composto Horizon, usata nell'episodio L'esilio di Laval. 